# Malus coronaria
Malus coronaria är en rosväxtart som först beskrevs av Carl von Linné, och fick sitt nu gällande namn av P. Mill.. Malus coronaria ingår i släktet aplar, och familjen rosväxter. Inga underarter finns listade i Catalogue of Life.

## Bildgalleri

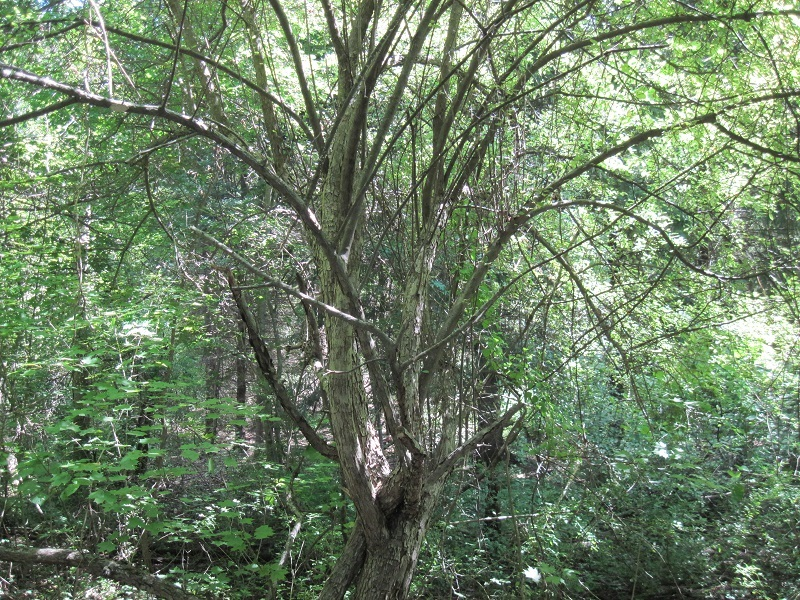
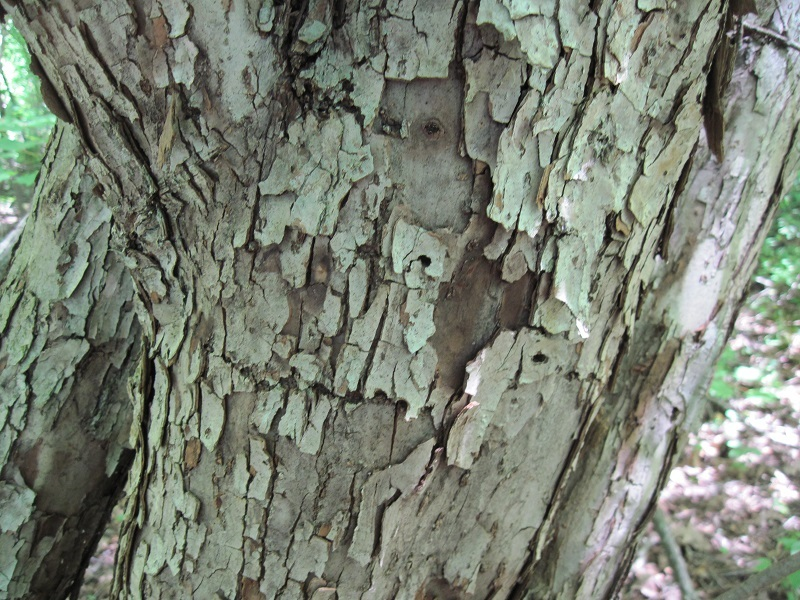
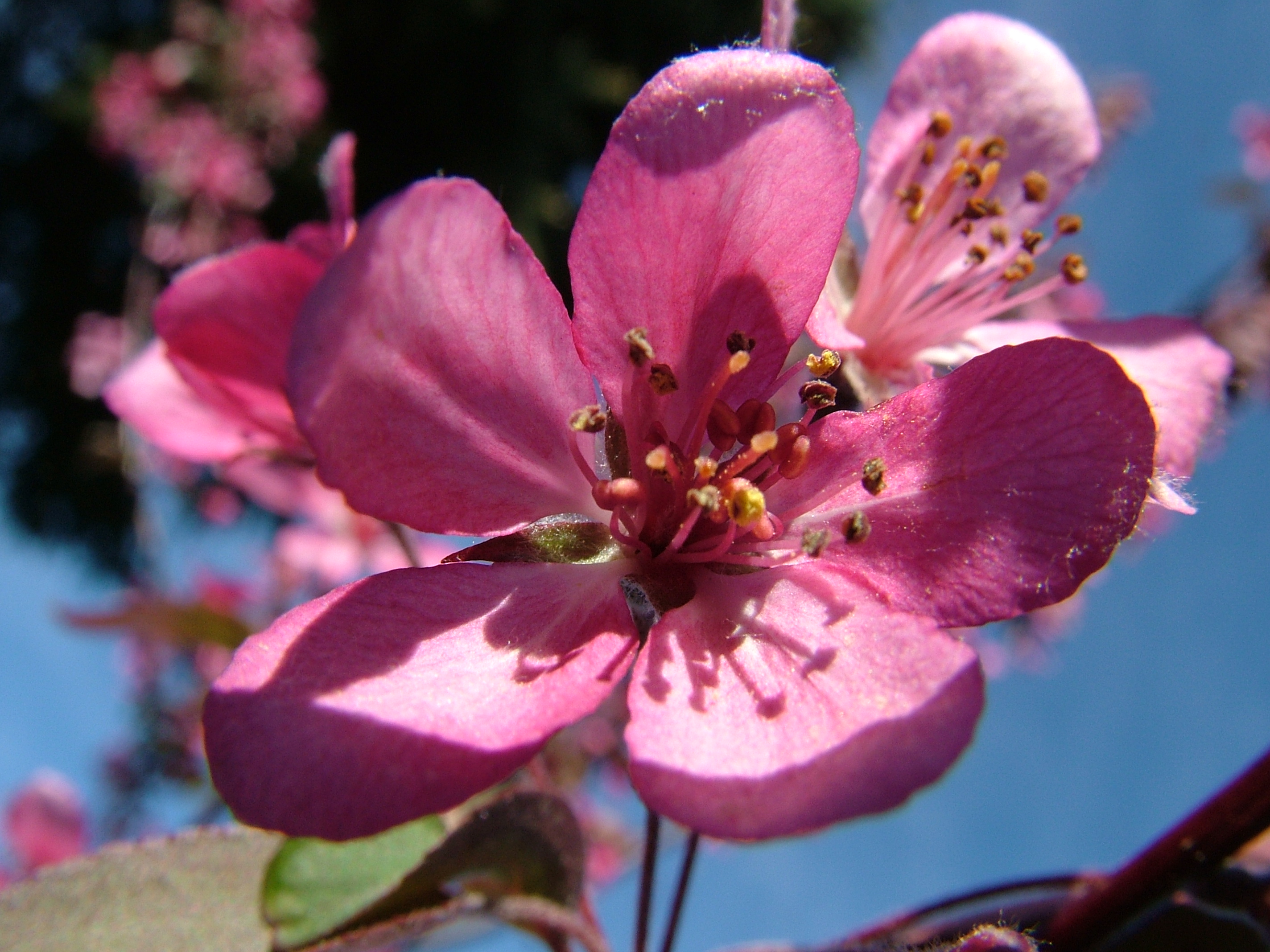
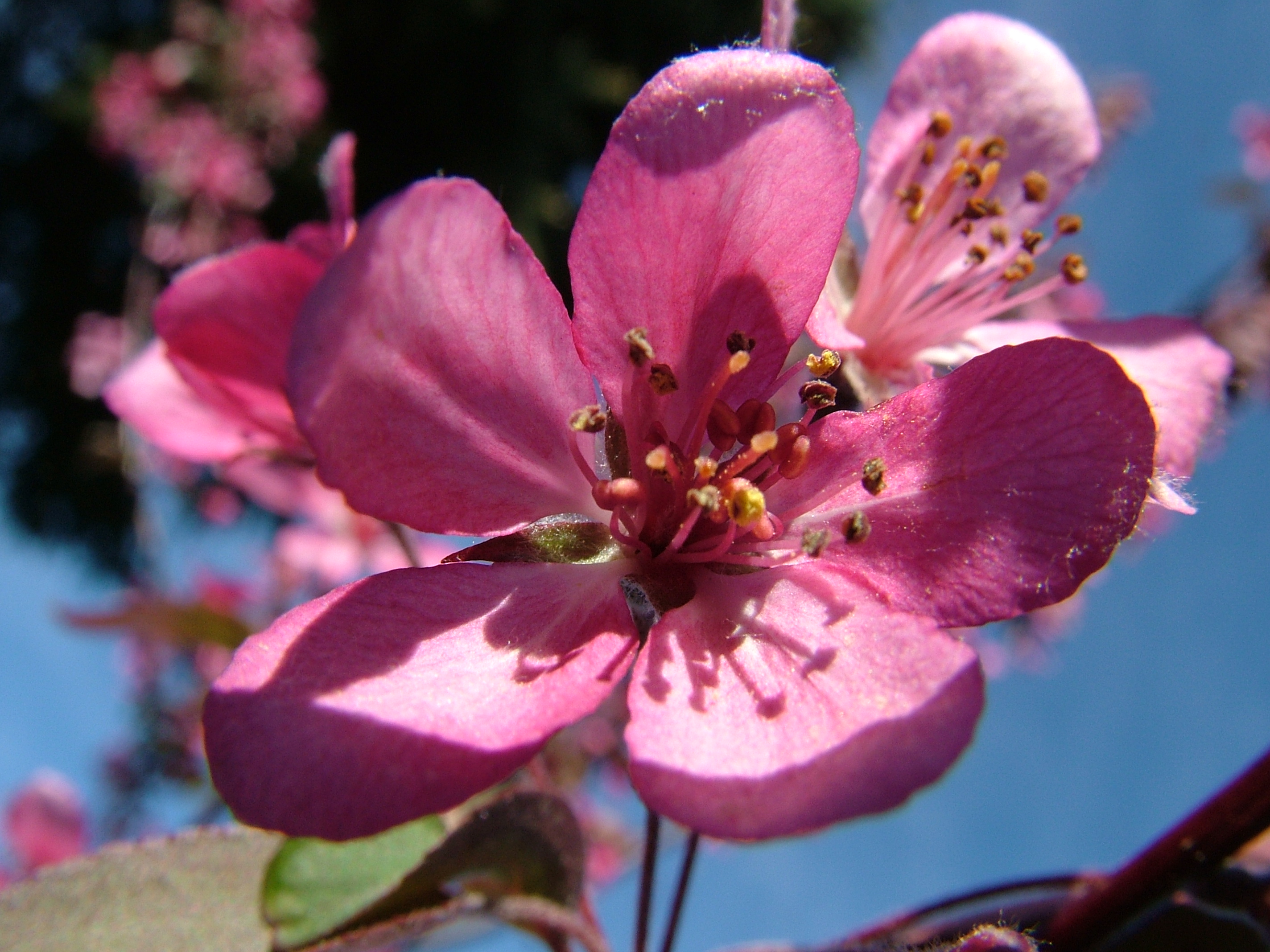
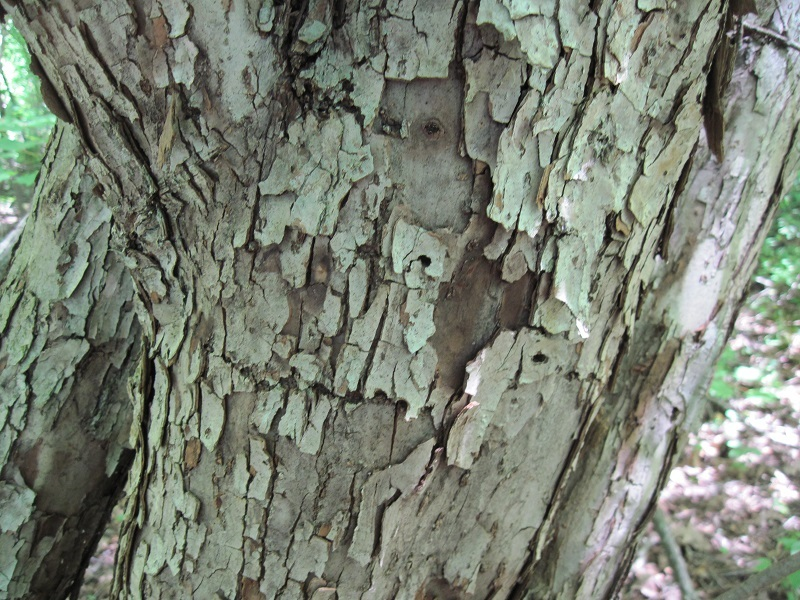
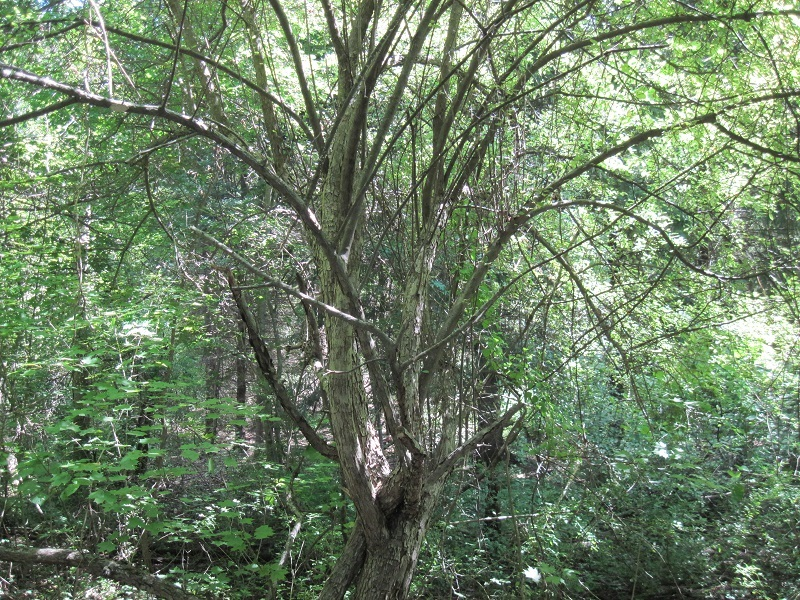